# Irineu Riet Correa
Irineu Riet Correa Amaral, (Castillos, 8 de febrero de 1945) es un médico veterinario y político uruguayo perteneciente al Partido Nacional.

## Biografía
Irineu Riet vivió su infancia en la ciudad de Castillos, departamento de Rocha, donde desarrolló su instrucción primaria y secundaria hasta que, en 1963, ingresó a la Facultad de Veterinaria de la Universidad de la República en Montevideo. Obtenido el título de Doctor en Medicina Veterinaria, se dedicó a su profesión en Castillos y, por su trabajo como veterinario, se vinculó estrechamente con Wilson Ferreira Aldunate y su familia que poseían campos en la zona.
En julio de 1974 se instaló en Río Grande del Sur, Brasil, donde se dedicó a la administración de empresas agropecuarias, desarrollando paralelamente actividades políticas con exiliados uruguayos.

## Ámbito político
En 1989 regresó a Uruguay y se presentó como candidato a la Intendencia de Rocha por el Movimiento Por la Patria. Derrotó al intendente colorado Adauto Puñales, que buscaba la reelección, siendo electo para el periodo 1990-1995. Se perfiló como un político con ideas progresistas, opositor a su correligionario el presidente Luis Alberto Lacalle y afín a Rodolfo Nin Novoa cuando éste era intendente de Cerro Largo. Ejerció el cargo hasta el 25 de agosto de 1994.
En 1999 decidió apoyar a Tabaré Vázquez en el balotaje contra Jorge Batlle.
Fue derrotado por Puñales en las elecciones de 1994 pero, a su vez, volvió a ganar en las elecciones municipales de mayo de 2000, para el periodo 2000-2005. En ese entonces, se acercó a Alberto Volonté.
Al cabo de estas cuatro administraciones alternadas de Puñales y Riet, la Intendencia de Rocha acumuló un gran déficit.
A mediados de febrero de 2009 anunció su precandidatura a las elecciones internas de ese año, en las cuales tuvo como competidores a Luis Alberto Lacalle y a Jorge Larrañaga. Líder del Movimiento Federal Saravista, se define como el candidato más a la izquierda en el Partido Nacional.
El 17 de junio de 2009 fue procesado con prisión. La carátula del expediente judicial indica que le fue tipificado el delito de abuso de funciones por actos de su última administración.
En las elecciones internas del Partido Nacional celebradas el 28 de junio de 2009 obtuvo el 0,07% de los votos de su partido.
De cara a las internas de 2019, Riet apoyó la precandidatura de Enrique Antía.